# 다키구치 히로히토
다키구치 히로히토(일본어: 滝口 弘人: 1934년 4월 20일-1999년 3월)는 일본의 사회운동가다. 본명은 사사키 요시아키(일본어: 佐々木 慶明).
1934년 4월 20일 히로시마현에서 태어났다. 1955년 도쿄외국어대학 입학, 1960년 도쿄대학 교육학부에 편입했다.
1961년 「공산주의=혁명적마르크스주의의 기를 탈환하기 위한 투쟁선언」(共産主義＝革命的マルクス主義の旗を奪還するための闘争宣言), 통칭 "넘버 6"를 발표. 1969년 혁명적노동자협회(혁노협)를 결성하고 총무위원이 된다. 1973년 혁노협 제2대 의장에 취임했다.
1981년 혁노협이 분열하자 1985년 혁명적노동자당 건설을 노리는 해방파 전국협의회(노대파)에 참여했다.
1999년 3월 사망했다.